# Bikélé (peuple)
Les Bikélé sont une population vivant principalement au sud-est du Cameroun, dans le département du Haut-Nyong, autour de Messamena. Ils sont proches des Badjoué.

## Langue
Ils parlent le kol (ou bikélé), une langue bantoue.